# 米科拉伊夫卡 (契卡洛夫斯凱鎮拉達)
49°44′45″N 36°57′23″E / 49.74583°N 36.95639°E
米科拉伊夫卡（烏克蘭語：Миколаївка）是位於烏克蘭東部的村莊，由哈爾科夫州丘胡伊夫区契卡洛夫斯凱市鎮負責管轄。2016年之前由契卡洛夫斯凱镇拉达管辖。該村始建於1929年，面積0.29平方公里，海拔高度141米，2001年人口106。